# Bryum viguieri
Bryum viguieri är en bladmossart som beskrevs av Thériot 1922. Bryum viguieri ingår i släktet bryummossor, och familjen Bryaceae. Inga underarter finns listade i Catalogue of Life.